# Comuna Ojdula, Covasna
Ojdula (în maghiară Ozsdola) este o comună în județul Covasna, Transilvania, România, formată din satele Hilib și Ojdula (reședința).

## Demografie
Componența etnică a comunei Ojdula
     Maghiari (83,83%)
     Romi (9,02%)
     Români (4,19%)
     Alte etnii (0,06%)
     Necunoscută (2,9%)
Componența confesională a comunei Ojdula
     Romano-catolici (83,69%)
     Ortodocși (3,96%)
     Penticostali (3,85%)
     Adventiști (2,53%)
     Reformați (2,27%)
     Alte religii (0,52%)
     Necunoscută (3,19%)
Conform recensământului efectuat în 2021, populația comunei Ojdula se ridică la 3.482 de locuitori, în scădere față de recensământul anterior din 2011, când fuseseră înregistrați 3.519 locuitori. Majoritatea locuitorilor sunt maghiari (83,83%), cu minorități de romi (9,02%) și români (4,19%), iar pentru 2,9% nu se cunoaște apartenența etnică. Din punct de vedere confesional, majoritatea locuitorilor sunt romano-catolici (83,69%), cu minorități de ortodocși (3,96%), penticostali (3,85%), adventiști (2,53%) și reformați (2,27%), iar pentru 3,19% nu se cunoaște apartenența confesională.

## Politică și administrație
Comuna Ojdula este administrată de un primar și un consiliu local compus din 13 consilieri. Primarul, Ágoston Pénzes[*], de la Uniunea Democrată Maghiară din România, este în funcție din octombrie 2020. Începând cu alegerile locale din 2024, consiliul local are următoarea componență pe partide politice:
|  | Partid                                 | Consilieri | Componența Consiliului | Componența Consiliului | Componența Consiliului | Componența Consiliului | Componența Consiliului | Componența Consiliului | Componența Consiliului |
|  | -------------------------------------- | ---------- | ---------------------- | ---------------------- | ---------------------- | ---------------------- | ---------------------- | ---------------------- | ---------------------- |
|  | Uniunea Democrată Maghiară din România | 7          |                        |                        |                        |                        |                        |                        |                        |
|  | Alianța Maghiară din Transilvania      | 4          |                        |                        |                        |                        |                        |                        |                        |
|  | Partida Romilor „Pro Europa”           | 2          |                        |                        |                        |                        |                        |                        |                        |

## Personalități născute aici
- István Angi (n. 1933), scriitor, filozof.

## Imagini

Ojdula în Harta Iosefină a Transilvaniei, 1769-1773
Ojdula în Harta Iosefină a Transilvaniei, 1769-1773